# René Adler
René Adler (ur. 15 stycznia 1985 w Lipsku) – niemiecki piłkarz występujący na pozycji bramkarza. Po zakończeniu sezonu 2018/2019 jako zawodnik 1. FSV Mainz 05 ogłosił zakończenie kariery piłkarskiej.

## Życiorys

### Kariera klubowa
W czasach juniorskich trenował w VfB Leipzig (1991–2000) i Bayerze 04 Leverkusen (2000–2003). W 2002 roku dołączył do zespołu rezerw Bayeru, który brał wówczas udział w rozgrywkach Regionalliga Nord. 1 lipca 2003 został włączony do kadry pierwszego zespołu. W Bundeslidze zadebiutował 25 lutego 2007 w wygranym 1:0 meczu z FC Schalke 04, zastępując zawieszonego Hansa-Jörga Butta. 8 marca 2007 zagrał po raz pierwszy w europejskich pucharach – miało to miejsce w przegranym 1:2 meczu z francuskim RC Lens w Pucharze UEFA. W 2008 roku w plebiscycie Kickera został wybrany bramkarzem sezonu 2007/2008. W lipcu 2011 nabawił się kontuzji rzepki, przez co był wyłączony z gry do marca 2012. W sumie w barwach Bayeru Leverkusen rozegrał 138 meczów w Bundeslidze. Po sezonie 2011/2012 odszedł na zasadzie wolnego transferu do Hamburgera SV. W maju 2017 ogłosił, że nie przedłuży wygasającego miesiąc później kontraktu z hamburskim klubem. 1 lipca 2017 został zawodnikiem 1. FSV Mainz 05. Po zakończeniu sezonu 2018/2019 niemieckiej Bundesligi ogłosił zakończenie kariery piłkarskiej

### Kariera reprezentacyjna
Wraz z reprezentacją do lat 20 wystąpił na Mistrzostwach Świata 2005. Został powołany do kadry Niemiec na Euro 2008. W seniorskiej reprezentacji zadebiutował 11 października 2008 w wygranym 2:1 meczu z Rosją w ramach eliminacji do Mistrzostw Świata 2010. W sumie w latach 2008–2013 w kadrze zagrał dwunastokrotnie.